# Gary McKendry
Gary McKendry (* 20. Jahrhundert in Ballyclare, County Antrim, Nordirland) ist ein britischer Filmregisseur und Drehbuchautor. Sein Kurzfilmdrama Everything in This Country Must wurde im Jahr 2005 für einen Oscar nominiert.

## Leben
Gary McKendry wuchs in der nordirischen Kleinstadt Ballyclare im County Antrim auf, die etwa 25 km nördlich von Belfast liegt. Er besuchte ein Jahr das Belfast College of Art an der University of Ulster in Belfast, bevor er sich an dem Central Saint Martins College of Art and Design in London einschrieb. McKendry machte seinen Abschluss in Kunst und Film und arbeitete anschließend als Storyboardzeichner in London, bevor er nach Australien ging, wo er als Werbefachmann arbeitete. Ein Jobangebot der amerikanischen Werbeagentur TBWA\Chiat\Day zog ihn nach New York City, wo er später zur Agentur Ogilvy & Mather und Margeotes Fertitta wechselte.
Schließlich gründete McKendry seine eigene Werbefilmagentur Go Film und schuf preisgekrönte Werbespots für Kunden wie IKEA, Porsche, Heineken, NASDAQ, Budweiser und DeBeers. Nachdem er Augenzeuge der Terroranschläge am 11. September 2001 war, wurde er vom nordirischen Radiosender BBC Radio Ulster zu den Geschehnissen interviewt.

### Regiearbeiten
Als McKendry den Roman des Schriftstellers Colum McCann gelesen hatte, beschloss er den gleichnamigen zwanzigminütigen  Kurzfilm Everything in This Country Must zu drehen. Für die Dreharbeiten verbrachte er 2003 viel Zeit in seiner nordirischen Heimat Belfast. Der Streifen wurde bei der Oscarverleihung 2005 in der Kategorie Bester Kurzfilm für einen Preis nominiert, den allerdings Andrea Arnolds britisches Kurzfilmdrama Wasp gewann.
Sein Spielfilmdebüt gab er im Jahr 2011 mit dem Actionthriller Killer Elite, der auf dem biografischen Roman The Feather Men des Abenteurers und Schriftsteller Sir Ranulph Fiennes basiert. Der Film, mit den Stars Jason Statham, Clive Owen und Robert De Niro in den Hauptrollen, wurde überwiegend in Australien gedreht.

### Privatleben
Gary McKendry lebt mit seiner Frau Celeste und seinen beiden Töchtern im Meatpacking District im New Yorker Stadtteil Manhattan.

## Auszeichnungen
- 2005: Oscarnominierung für Everything in This Country Must

## Filmografie
- 2004: Everything in This Country Must (Drehbuch und Regie)
- 2011: Killer Elite